# Sola (Norvegia)
Sola è un comune della Norvegia, nella contea di Rogaland.
Qui si trova l'aeroporto di Stavanger. Grazie al caratteristico e costante vento ed alle onde, la spiaggia di Sola è un luogo molto popolare per chi pratica il windsurf. Il territorio municipale di questa città è situato nell'area settentrionale di Jæren e confina con le città di Stavanger, Klepp e Sandnes. Nella parte occidentale di Sola ci sono 5 chilometri di lunghe e sabbiose spiagge che si affacciano sul Mare del Nord. La popolazione si aggira intorno ai 20 000 abitanti.
Sola è un centro abitato con una storia che affonda le sue radici fino all'età della pietra, ovvero intorno al 3000 a.C..
La chiesa di Sola è stata costruita sulle rovine di una chiesa romanica in pietra risalente all'incirca all'anno 1120; questa probabilmente sostituì un'altra chiesa precedente, costruita in legno, che forse fu quella che Erling Skjalgsson edificò quando si convertì al cristianesimo alla fine del X secolo. Una storia affascinante è legata a questa unica chiesa: l'artista Johan Bennetter (1822 - 1904) la usò come studio e visse qui con la sua famiglia. Durante la seconda guerra mondiale la maggior parte dell'edificio fu distrutto; fu successivamente riscostruito, ed il restauro fu completato nel 1995. 
Nell'area della chiesa di Sola è presente un monumento di Erling Skjalgsson (975 - 1028), uno degli uomini più famosi della città. Questo valoroso capo vichingo ha avuto l'onore di portare il cristianesimo a Sola.
Le croci in pietra (Kirkegarden) a Tjora, piccola località vicina alla chiesa, risalgono attorno al 1150. Nei primi periodi del cristianesimo queste croci venivano usate come punti di raccolta per le cerimonie religiose e militari. Questo luogo sacro venne abbandonato in seguito alla costruzione di varie chiese nella zona.
Sulla spiaggia, a poca distanza dalla chiesa, sono visibili gli ultimi resti delle fortificazioni tedesche a difesa dell'aeroporto di Sola, dal quale partivano le spedizioni aeree contro l'Inghilterra.